# Brandico
Brandico là một đô thị trong tỉnh tỉnh Brescia thuộc vùng Lombardia, Ý. Đô thị này có diện tích 8 km², dân số 1041 người. Các đô thị giáp ranh gồm: Corzano, Longhena, Maclodio, Mairano, Trenzano